# Vor v zakone
L'expressió russa vor v zakone (en rus: вор в законе), literalment lladre que segueix la llei, és el qualificatiu o rang que s'atorga a alguns membres del crim organitzat dels territoris de l'antiga URSS, sobre la base de la pertinença a una elit jerarquitzada que ostenta l'autoritat en les organitzacions criminals i observa estrictes codis de conducta. Segons Mark Galeotti, una traducció menys literal però més acurada del terme seria lladre que segueix el codi. La subcultura russa dels vori (lladres) tindria el seu origen en l'època dels tsars, però aquesta es va reformular a partir de la dècada del 1930 i els gulags stalinistes: el rebuig a l'autoritat legal es reflectia en l'ús d'un llenguatge i tatuatges desafiant, així com d'una pròpia figura d'autoritat: el Vor v zakone. Aquests no eren necessàriament líders de bandes, sinó figures que representaven una autoritat moral dins del món criminal (vorovskói mir).
La utilització actual del terme ja no té tot el significat original, i s'aplica a figures rellevants de les màfies russes de manera genèrica. Com a distinció criminal, "s'ofereix com favor o es compra com prebenda vanitosa",. Inclús aquells que han arribat al títol a través de rituals tradicionals, relaxen les formes respecte amics i familiars. Els rituals de coronació, els tatuatges cridaners i les velles lleis són ja anacròniques, encara que el nom i la mitologia perviuen.